# Bellambi Point
Bellambi Point är en udde i Australien. Den ligger i kommunen Wollongong och delstaten New South Wales, i den sydöstra delen av landet, omkring 62 kilometer sydväst om delstatshuvudstaden Sydney.
Trakten är tätbefolkad. Närmaste större samhälle är Wollongong, nära Bellambi Point. Genomsnittlig årsnederbörd är 1 288 millimeter. Den regnigaste månaden är februari, med i genomsnitt 215 mm nederbörd, och den torraste är juli, med 34 mm nederbörd.